# سیمون کینبرگ
سیمون کینبرگ (انگلیسی: Simon Kinberg؛ زاده ۲ اوت ۱۹۷۳) یک فیلم‌نامه‌نویس یهودی اهل ایالات متحده آمریکا است.
وی اولین تجربه کارگردانی اش را با فیلم مردان ایکس: دارک فینکس آغاز کرد.
این فیلم نتوانست در گیشه و نقد ها موفق ظاهر شود

## فیلم‌شناسی

### سینما
| نام                            | سمت                             | کارگردان        | سال  |
| ------------------------------ | ------------------------------- | --------------- | ---- |
| آقا و خانم اسمیت               | نویسنده                         | داگ لیمان       | ۲۰۰۵ |
| مردان ایکس: آخرین ایستادگی     | نویسنده                         | برت رتنر        | ۲۰۰۶ |
| شرلوک هولمز (فیلم)             | نویسنده                         | گای ریچی        | ۲۰۰۹ |
| مردان ایکس: کلاس اول           | تهیه کننده                      | متیو وان        | ۲۰۱۱ |
| آبراهام لینکلن: شکارچی خون‌آشام | تهیه‌کننده                       | تیمور بکمامبتوف | ۲۰۱۱ |
| مردان ایکس: روزهای گذشته آینده | نویسنده و تهیه کننده            | برایان سینگر    | ۲۰۱۴ |
| مریخی (فیلم)                   | تهیه کننده                      | ریدلی اسکات     | ۲۰۱۵ |
| ددپول (فیلم)                   | تهیه کننده                      | تیم میلر        | ۲۰۱۶ |
| مردان ایکس: آپوکالیپس          | نویسنده و تهیه کننده            | برایان سینگر    | ۲۰۱۶ |
| لوگان                          | تهیه‌کننده                       | جیمز منگولد     | ۲۰۱۷ |
| قتل در قطار سریع‌السیر شرق      | تهیه کننده                      | کنت برانا       | ۲۰۱۷ |
| مردان ایکس: دارک فینکس         | نویسنده و تهیه کننده و کارگردان | سیمون کینبرگ    | ۲۰۱۸ |
| ددپول ۲                        | تهیه کننده                      | دیوید لیچ       | ۲۰۱۸ |
| جهش‌یافته‌های جدید (فیلم)        | تهیه کننده                      | جاش بون         | ۲۰۱۹ |
| مرگ بر روی نیل                 | تهیه کننده                      | کنت برانا       | ۲۰۲۲ |
| ۳۵۵                            | نویسنده، تهیه کننده و کارگردان  | سیمون کینبرگ    | ۲۰۲۲ |

### سریال
| نام  | سمت                        | خالق                   | سال  |
| ---- | -------------------------- | ---------------------- | ---- |
| هجوم | نویسنده، تهیه کننده و خالق | سیمون کینبرگ دیوید ویل | ۲۰۲۱ |